# Bike-to-Work Day

Il Bike-to-Work Day (giornata dedicata all'andare al lavoro in bici) è un evento annuale che si tiene il terzo venerdì di maggio negli Stati Uniti ed in Canada e promuove l'uso della bicicletta per il pendolarismo casa lavoro.
Organizzazioni nazionali, regionali e locali, per la promozione della bici incoraggiano le persone a tentare il pendolarismo in bici 
come alternativa salutare e sicura all'utilizzo dei mezzi a motore, fornendo informazioni e consigli per i nuovi pendolari in bici.
Durante queste giornate questi gruppi organizzano eventi legati alla bici, ed in alcune aree, dei punti di sosta lungo i percorsi ciclabili con ristori
per i ciclisti.
Il Bike-to-Work Day è stato ideato dalla Lega dei Ciclisti Americani nel 1956.